# Pancrudo
Pancrudo es un municipio español de la provincia de Teruel, en la comunidad autónoma de Aragón. Tiene una población de 113 habitantes (INE 2024) e incluye las localidades de Cervera del Rincón, Cuevas de Portalrubio, Pancrudo y Portalrubio.

## Geografía
Integrado en la comarca de Comunidad de Teruel, se sitúa a 54 km de la capital provincial. El término municipal está atravesado por la carretera nacional N-211 entre los pK 143 y 146, que corona el puerto Mínguez (1253 m) en su recorrido, además de por la carretera autonómica A-1510, que permite la comunicación con Rillo, y por las carreteras locales TE-08, que conecta con Utrillas, y TE-10, que conecta con Alpeñés. 
El relieve está determinado por la elevada altitud del Sistema Ibérico turolense, y es donde nace el río Pancrudo que da nombre al pueblo. El punto más elevado es una muela llamada Morteruelo, que alcanza los 1416 m. Por el sureste se extiende la sierra de la Costera, que llega a los 1404 m en el Alto de Fombuena. La altitud oscila entre los 1416 m (Morteruelo) y los 1080 m, a orillas del río de la Rambla, al noreste, que posteriormente dará lugar al río Martín al unirse a otros ríos. El pueblo se alza a 1233 m sobre el nivel del mar.  
| Noroeste: Torre los Negros y Torrecilla del Rebollar | Norte: Fuenferrada | Noreste: Vivel del Río Martín y Martín del Río |
| Oeste: Alpeñés y Cosa                                |                    | Este: Martín del Río, Utrillas y Rillo         |
| Suroeste: Lidón                                      | Sur: Rillo         | Sureste: Rillo                                 |

## Historia
En el año 1248, por privilegio de Jaime I, este lugar se desliga de la dependencia de Daroca, pasando a formar parte de Sesma de Barrachina en la Comunidad de Aldeas de Daroca, que en 1838 fue disuelta.

## Demografía
Pancrudo cuenta con una población de 113 habitantes (INE 2024).
| Gráfica de evolución demográfica de Pancrudo entre 1842 y 2021 |
| |
| Población de derecho según los censos de población del INE Población de hecho según los censos de población del INEEntre el censo de 1970 y el anterior, crece el término del municipio porque incorpora a 44500 (Cervera del Rincön) y 44504 (Cuevas de Portalrubio) Entre el censo de 1981 y el anterior, crece el término del municipio porque incorpora a 44186 (Portalrubio) |

## Administración y política
| Período   | Alcalde              | Partido |  |
| --------- | -------------------- | ------- |  |
| 1979-1983 | José Simón Aranda    | UCD     |  |
| 1983-1987 |                      |         |  |
| 1987-1991 |                      |         |  |
| 1991-1995 |                      |         |  |
| 1995-1999 |                      |         |  |
| 1999-2003 |                      |         |  |
| 2003-2007 |                      |         |  |
| 2007-2011 |                      |         |  |
| 2011-2015 | Manuel Tolosa Sancho | PSOE    |  |
| 2019 -    | Julián Sancho Pérez  | PAR     |  |

| Partido político    | Partido político                                   | 2003   | 2007   | 2011   | 2015   |
| Partido político    | Partido político                                   | Ediles | Ediles | Ediles | Ediles |
|                     | Partido de los Socialistas de Aragón (PSOE-Aragón) | 3      | 2      | 3      | 2      |
|                     | Partido Aragonés (PAR)                             | 2      | 2      | 1      | 2      |
|                     | Chunta Aragonesista (CHA)                          | —      | 1      | 1      | 1      |
|                     | Partido Popular de Aragón (PP)                     | 0      | 0      | 0      | 0      |
| Total de concejales | Total de concejales                                | 5      | 5      | 5      | 5      |

## Arte
Los restos más antiguos encontrados en Pancrudo corresponden a un enterramiento Calcolítico/Eneolítico (entre el 3000 a. C. y el 1700 a. C.), pero hay que remontarse a la Edad Media para hablar de los orígenes de la población, no obstante, las construcciones más antiguas se deben datar ya en el siglo XVI.
Los edificios más notorios son la casa consistorial y la iglesia. La primera aloja en su piso inferior la lonja o trinquete, que consta de dos enormes arcos de medio punto. El segundo piso presenta dos balcones colocados en el eje de la clave de los mismos y dos ventanas apaisadas a ambos lados.
La iglesia de Nuestra Señora de la Asunción es un templo gótico construido en la segunda mitad del siglo XVI. Presenta nave única con capillas entre los contrafuertes. La nave consta de cuatro tramos cubiertos por bóveda de crucería estrellada. La torre, de planta cuadrada y realizada en mampostería, consta de dos cuerpos rematados en un pequeño chapitel.